# کلویس
کلویس (به فرانسوی: Cluis) یک کمون در فرانسه است که در اندر واقع شده‌است. کلویس ۳۵٫۳۲ کیلومتر مربع مساحت و ۱٬۰۱۹ نفر جمعیت دارد و ۲۸۳ متر بالاتر از سطح دریا واقع شده‌است.